# Jocelyne Desverchère
Jocelyne Desverchère, née le 2 avril 1968, est une actrice et romancière française.

## Biographie
Actrice de seconds rôles au cinéma et à la télévision, notamment dans les films des Frères Larrieu, Jocelyne Desverchère obtient son premier rôle important dans le téléfilm Motus de Laurence Ferreira Barbosa, pour Arte dans la collection « Masculin/Féminin ».
Dans les années 2010, elle s'oriente vers l'écriture de romans et publie trois ouvrages chez l'éditeur P.O.L,. En 2019, elle obtient une résidence d'écriture à la fondation Jan-Michalski.

## Filmographie

### Actrice

#### Cinéma
- 1991 : Les Baigneurs (court métrage) de Jean-Marie Larrieu
- 1993 : Bernard ou les Apparitions (court métrage) d'Arnaud Larrieu
- 1995 : Faute de soleil (court métrage) de Christophe Blanc – Marion, la deuxième stripteaseuse
- 1995 : Vers le silence (court métrage) de Philippe Ramos
- 1996 : Une souris verte (court métrage) d'Orso Miret – Sylvie
- 1998 : Casting : C'est trop dur (court métrage) de Lyèce Boukhitine
- 1999 : Fin d'été des Frères Larrieu – Géraldine
- 1999 : Roule ma poule (court métrage) de Caroline Vignal
- 1999 : La vie ne me fait pas peur de Noémie Lvovsky
- 2000 : Les Destinées sentimentales d'Olivier Assayas – Célestine
- 2000 : De l'histoire ancienne d'Orso Miret – Marie
- 2001 : Quand le nord est d'accord (court métrage) d'Ounie Lecomte
- 2001 : À tes amours (court métrage) d'Olivier Peyon
- 2002 : La Maîtresse en maillot de bain de Lyèce Boukhitine – Isabelle
- 2002 : La Défaite du rouge-gorge (court métrage) de Valérie Mréjen – Lucie
- 2003 : Un homme, un vrai des Frères Larrieu – Josépha
- 2003 : Chamonix (court métrage) de Valérie Mréjen
- 2003 : Anna, 3 kilos 2 (court métrage) de Laurette Polmanss
- 2003 : Après vous... de Pierre Salvadori – Sandrine, la fleuriste
- 2003 : Submersible (court métrage) de Pierre Pinaud – Cécile
- 2004 : Alex de José Alcala – la gendarmette
- 2005 : Week-end (court métrage) de Vero Kratzborn – la femme
- 2006 : Les Petites Vacances d'Olivier Peyon – la jeune mariée
- 2006 : Les Volets (court métrage) de Lyèce Boukhitine – Jeanne
- 2006 : Avec un grand A (court métrage) d'Olivier Lorelle – Muriel
- 2006 : J'invente rien de Michel Leclerc – Jocelyne
- 2007 : Pas douce de Jeanne Waltz – Rita
- 2007 : Polichinelle (court métrage) de David Braun – Marie
- 2007 : Je suis une amoureuse (court métrage) de Jocelyne Desverchère
- 2007 : Le Voyage aux Pyrénées des Frères Larrieu – l'aubergiste
- 2008 : J'attends quelqu'un de Jérôme Bonnell – Rosalie
- 2009 : L'Absence de Cyril de Gasperis – Michèle
- 2009 : Les Derniers Jours du monde des Frères Larrieu – voix
- 2010 : Les Mains libres de Brigitte Sy – Jocelyne
- 2011 : Les Élus de la terre (court métrage) de Laurent Larivière – Emmanuelle
- 2011 : 17 filles de Delphine Coulin et Muriel Coulin – la mère de Clémentine
- 2014 : Tous les adultes ne sont pas méchants (court métrage) de Laurent Larivière – la narratrice
- 2015 : L'Astragale de Brigitte Sy – Nini
- 2015 : Je suis un soldat de Laurent Larivière – la vendeuse à l'animalerie
- 2017 : Un sac de billes de Christian Duguay – Marcelle Mancelier
- 2017 : Cornélius, le meunier hurlant de Yann Le Quellec – Docteur Aloïse
- 2019 : Aline de Simon Guélat – la mère
- 2021 : La Traversée de Florence Miailhe – Florabelle della Chiusa (voix)

#### Télévision
- 2000 : Chercheur d'héritiers (série, épisode Un frère à tout prix) d'Olivier Langlois – Pauline
- 2000 : Avocats et Associés (série, saison 3, épisode 3 Le Bébé de la finale) de Denis Amar – Marlène
- 2003 : Motus (téléfilm) de Laurence Ferreira Barbosa – Joséphine
- 2003 : La Crim' (série, saison 8, épisode 5 Sacrifice) de Dominique Guillo – Corinne Blachard
- 2006 : La Volière aux enfants (téléfilm) d'Olivier Guignard – la mère de Langepol
- 2007 : Reporters (série, saison 1, épisode 5) de Gilles Bannier – Sylvie Lemercier
- 2007 : Nos familles (téléfilm) de Siegrid Alnoy – Solène, la mère de Paul et Laure
- 2008 : Clémentine (téléfilm) de Denys Granier-Deferre – Maître Geneviève Lemaire
- 2009 : Suite noire (série, saison 1, épisode 8 Envoyez la fracture) de Claire Devers – une infirmière
- 2010 : Profilage (série, saison 2, épisode 4 Une vie pour une autre) de Christophe Lamotte – la concierge
- 2013 : Les Limiers (série, saison 1, épisode 5 Prédateur) d'Alain DesRochers – la lieutenante
- 2017 : Cherif (série, saison 4, épisode 4 La Mort de Kader Cherif) d'Akim Isker – Sandrine Rubin

### Scénariste et réalisatrice
- 2007 : Je suis une amoureuse (court métrage)
- 2013 : Un petit d'homme (court métrage) – prix Python Pygmée au Festival international du film de Ouidah 2015

## Publications
- Première à éclairer la nuit, P.O.L, 2016  (ISBN 978-2-8180-3888-8)
- Simon, P.O.L, 2018  (ISBN 978-2-8180-4443-8)
- Insulaires, P.O.L, 2020  (ISBN 978-2818049372)[4]